# Asseurement
Le mot asseurement ou assurement est un dérivé du verbe assurer à l'aide du suffixe -(e)ment. L'asseurement est un concept médiéval. 
Il s'agit d'un acte en principe irréversible devant autorité qui donne à la paix un caractère officiel pour les deux parties adverses, généralement après une vengeance. C'est une mesure de protection ou de sauvegarde qui est demandée à une autorité publique – à l'origine le Prince, plus tard un juge ou une autorité municipale – lorsqu'un justiciable craint d'être maltraité dans sa personne ou ses biens par une autre personne. C'est ainsi « la promesse solennelle qu’une personne donnait à une autre de s’abstenir de toute violence envers elle », mais Pascal Texier, Bruno Lamige pensent qu'il faudrait mieux parler de suspension
On pratiquait l'asseurement surtout en Europe occidentale et cela dans tous les milieux sociaux. Son apogée se situe vraisemblablement à la cour des rois de France à la fin du Moyen Âge. Son déclin survint en parallèle de la diminution du nombre de vengeances.

## Différence entre la trêve, la paix et l'asseurement.
Selon Claude Gauvard, "On a pu voir entre la trêve, la paix et l’asseurement des actes de nature différente. En effet, l’asseurement, selon Philippe de Beaumanoir, a sur la trêve l’avantage d’être perpétuel : « Il y a grant difference entre trive et asseurement car trives est a terme et asseurement dure a toz jours »103. Outre cet aspect temporel, l’asseurement, à caractère préventif, aurait poursuivi un dessein de modération des mœurs. De ce fait, les villes auraient contraint les adversaires à y procéder. Ces distinctions ne sont pas toujours opérantes.
Entre la trêve et l’asseurement, il peut y avoir une différence de durée, la première n'étant pas définitive. Mais la différence n’est pas toujours aussi nette et les deux types d’accord sont passibles de poursuites judiciaires quand se produisent des actes de violence graves tels que les atteintes aux corps et aux biens. la trêve peut ne pas avoir de durée précisée. parfois rompue, le suppliant peut être condamné « treve enfreinte », de la même façon que s’il y avait eu asseurement.
Quant à la paix, le terme peut être, dans les villes du Nord, nettement employé comme synonyme d’asseurement. Claude Gauvard donne l'exemple de "ces deux habitants de Saint-Amand-en-Peule [qui] font « bonne et seure paix ensemble si comme la loy et la coutume du pais appartenoit » ; l’un d’entre eux est ensuite poursuivi pour asseurement enfreint. Il n’y a même pas entre les deux actes de différences de procédure. La paix comme l’asseurement peuvent être passés devant une autorité judiciaire. La chose est connue pour l’asseurement. Elle peut aussi être évoquée pour la paix.

## Déroulement
N’importe quel officier de justice pouvait enregistrer l’asseurement, du moment qu’il exerçait la haute justice. Ce peut-être un bailli, un prévôt, ou un simple « juge ». Le rituel n’est pas toujours identique, mais il se déroule en plusieurs actes qui doivent être respectés. La première phase peut être le fait d’arbitres, « bonnes personnes », ou encore « prud’-hommes ». L’arbitrage sert à trouver un accord matériel entre les parties. Il est suivi de la cérémonie officielle au cours de laquelle, devant témoins et en présence de l’autorité judiciaire, sont échangés les serments112. Cette cérémonie semble définitivement sceller l’asseurement qui peut donner lieu à un acte écrit. Il est alors « bon et loyal ».